# Maliattha renalis
Maliattha renalis är en fjärilsart som beskrevs av Moore 1882. Maliattha renalis ingår i släktet Maliattha och familjen nattflyn. Inga underarter finns listade i Catalogue of Life.